# بيدفوردشير
بيدفوردشير (بالإنجليزية: Bedfordshire)‏ مقاطعة إنجليزية في شرق إنجلترا.

## المناخ
يظهر الجدول التالي التغييرات المناخية على مدار السنة لبيدفوردشير:
| البيانات المناخية لـبيدفوردشير | البيانات المناخية لـبيدفوردشير | البيانات المناخية لـبيدفوردشير | البيانات المناخية لـبيدفوردشير | البيانات المناخية لـبيدفوردشير | البيانات المناخية لـبيدفوردشير | البيانات المناخية لـبيدفوردشير | البيانات المناخية لـبيدفوردشير | البيانات المناخية لـبيدفوردشير | البيانات المناخية لـبيدفوردشير | البيانات المناخية لـبيدفوردشير | البيانات المناخية لـبيدفوردشير | البيانات المناخية لـبيدفوردشير | البيانات المناخية لـبيدفوردشير |
| الشهر                          | يناير                          | فبراير                         | مارس                           | أبريل                          | مايو                           | يونيو                          | يوليو                          | أغسطس                          | سبتمبر                         | أكتوبر                         | نوفمبر                         | ديسمبر                         | المعدل السنوي                  |
| ------------------------------ | ------------------------------ | ------------------------------ | ------------------------------ | ------------------------------ | ------------------------------ | ------------------------------ | ------------------------------ | ------------------------------ | ------------------------------ | ------------------------------ | ------------------------------ | ------------------------------ | ------------------------------ |
| الدرجة القصوى °م (°ف)          | 15.0 (59.0)                    | 19.2 (66.6)                    | 22.8 (73.0)                    | 27.4 (81.3)                    | 29.4 (84.9)                    | 33.3 (91.9)                    | 37.5 (99.5)                    | 35.0 (95.0)                    | 30.9 (87.6)                    | 27.5 (81.5)                    | 19.4 (66.9)                    | 16.1 (61.0)                    | 37.1 (98.8)                    |
| أدنى درجة حرارة °م (°ف)        | −20.0 (−4.0)                   | −15.6 (3.9)                    | −15.0 (5.0)                    | −7.3 (18.9)                    | −5.6 (21.9)                    | −0.6 (30.9)                    | 1.2 (34.2)                     | 1.7 (35.1)                     | −2.2 (28.0)                    | −7.8 (18.0)                    | −9.4 (15.1)                    | −16.3 (2.7)                    | −20.0 (−4.0)                   |
| المصدر: قالب:Not in citation   |                                |                                |                                |                                |                                |                                |                                |                                |                                |                                |                                |                                |                                |

## أعلام
- ستيفن كول
- كيفن ماكلاود
- إميلي أوبراين
- روث ترينغهام
- إليوت براون
- رالف كوتس
- توماس ووكر